# 길리언 제이컵스
길리언 매클래런 제이컵스(영어: Gillian MacLaren Jacobs, /ˈɡɪliən/, 1982년 10월 20일 ~ )는 미국의 배우이다. NBC/야후! 스크린의 코미디 드라마 《커뮤니티》에서 브리타 페리 배역과 넷플릭스의 드라마 《러브》에서 미키 역을 연기한 것으로 알려져 있다. 제이컵스는 또한 HBO의 드라마 《걸스》의 네 번째 시즌에서 조연 역할 미미로스 하워드 역을 맡았고 《가든 오브 더 나잇》(2008년), 《더 룩어라이크》(2014년), 《돈 띵크 트와이스》(2016년), 《브라더 네이처》(2016년), 《라이프 오브 더 파티》(2018년), 《바르셀로나 이비자 DJ》(2018년) 등의 영화에도 출연했다.

## 어린 시절
제이컵스는 펜실베이니아주 피츠버그에서 태어났다. 부모님인 마르티나 매그노 제이컵스(Martina Magenau Jacobs)와 윌리엄 F. 제이컵스 주니어(William F. Jacobs Jr.)는 카네기 멜론 대학교 동문 관계이자 투자 은행가로 활동한다. 그녀는 펜실베이니아주 마운트레버넌에서 자랐다. 제이컵은 어머니에게서 자랐다. 외가는 펜실베이니아주 이리에 있는 이리 브루잉 컴퍼니(Erie Brewing Company)를 소유했는데, 외할아버지인 존 마틴 매그노 주니어(John Martin Magenau Jr.)는 1978년에 회사가 문 닫을 때까지 회장과 경영자로 있었다.
제이컵스는 8살 때 연기 수업을 시작했으며, 자라는 동안 피츠버그 극장에서 수요일 마다 열리는 연기 수업을 들었다. 그녀는 자신이 셰익스피어 독백 경영 대회에 매번 참여했던 피츠버그 대중극장에서 연기를 펼쳤고, 이것이 그녀가 극장에서 계획한 〈한여름 밤의 꿈〉 공연에 티타니아로 캐스팅되게 하였다.
2000년에 마운트레버넌 고등학교를 졸업한 제이컵스는 줄리어드 스쿨에서 학교를 다니기 위해 뉴욕으로 거처를 옮겼고, 2004년에 미술 학사로 졸업했다.

## 경력
제이컵스의 첫 배역은 《다니엘서》에의 아델 콘그리브였다. 트래블러의 파일럿 방영분에서 제이컵스는 킴을 연기했지만, 그 배역은 ABC가 드라마를 인수하면서 패스클 허튼에게 주어졌다. 그후에는 《프린지》, 《뉴욕 특수수사대》 등에 게스트 출연을 했다. 2006년에 그녀는 크리스 데넘이 연출하는 오프오프브로드웨이극  〈cagelove〉에 출연했다. 그 연극에 대한 전반적인 비평 반응은 부정적이였지만, 제이컵스는 몇몇 비평가들에게 칭찬을 얻었다. 뉴욕 타임스는 독자들에게 “빛나는 스타가 되어가는 놀라운 줄리어드 졸업생 길리언 제이컵스의 이름을 기억하라”라며 알렸다.
제이컵스는 〈The Fabulous Life of a Size Zero〉 (2007), 〈A Feminine Ending〉 (2007), 〈The Little Flower of East Orange〉 (2008) 등의 연극 작품에 출연했다. 2009년 3월에 제이컵스는 NBC의 코미디 드라마 《커뮤니티》에 심리학자가 되고 싶어하는 고등학교 중퇴생 브리타 페리 역으로 출연진에 합류했다. 그녀의 영화 출연작에는 《블랙버드》 (2007), 《질식: 어느 섹스 중독자의 초상》 (2008), 《가든 오브 더 나잇》 (2008), 《더 박스》 (2009), 《리벤지 포 졸리!》 (2012), 《엉덩이 요정 마일로!》 (2013), 《워크 오브 셰임》 (2014), 《더 룩어라이크》 (2014), 《라이프 파트너스》 (2014), 《핫 텁 타임 머신 2》 (2015), 《돈 띵크 트와이스》 (2016), 《브라더 네이처》 (2016)가 있다. 제이컵스는 니켈로디언의 프로그램 《몬스터 vs 에일리언》에 스타아비 역으로 목소리 출연을 하기도 했다. 《커뮤니티》는 2014년 5월 19일에 NBC에 의해 캔슬되었으며, 이로부터 한달 뒤에 제이컵스가 HBO의 드라마 《걸스》의 네 번째 시즌에 미미 로즈 하워드 라는 조연으로 합류한다는 소식이 보도되었다.
2014년 6월, 야후! 스크린이 《커뮤니티》의 6번째 시즌을 확정지었다. 2014년 9월 16일에 제이컵스가 넷플릭스 오리지널 코미디 드라마 《러브》에 캐스팅되었다고 보도되었으며, 해당 드라마는 2016년 2월 19일에 첫 공개되었다.
제이컵스는 컴퓨터 과학자이자 미 해군 소장 그레이스 후퍼에 관한 2015년 다큐멘터리 단편 영화 《The Queen of Code》를 연출했다. 2015년에 짐 파슨스, 아일라 피셔, 앤슨 마운트와 같이 공포 스릴러 영화 《Visions》에 같이 출연하기도 했다.

## 사생활
그녀는 절대금주주의자이다. 어린 시절에 술을 마시거나 마약을 하지 않기로 결심했다고 밝혔다. 그녀는 자신의 아버지가 중독자이며, 15살 중독자에 대한 내용을 다룬 청소년 소설 《go ask alice》의 경고의 메시지를 읽고나서, 같은 방식으로 인생을 망칠 것에 대해 두려워하게 되었다.

## 출연작

### 영화
| 연도 | 제목                          | 원제          | 배역                       | 비고      |
| ---- | ----------------------------- | ------------- | -------------------------- | --------- |
| 2005 | Building Girl                 |               | 케이티                     |           |
| 2007 | 블랙버드                      |               | 프로기                     |           |
| 2008 | 질식: 어느 섹스 중독자의 초상 |               | 체리 데퀴리 / 베스         |           |
| 2008 | 가든 오브 더 나잇             |               | 레슬리                     |           |
| 2009 | 더 박스                       |               | 데이나                     |           |
| 2009 | 솔리터리 맨                   |               | 키 큰 소녀                 |           |
| 2010 | Helena from the Wedding       |               | 헬레나                     |           |
| 2010 | Nonames                       |               | CJ                         |           |
| 2010 | Coach                         |               | 조이                       |           |
| 2011 | 렛 고                         |               | 달라 데민트                |           |
| 2012 | 왓칭 TV 위드 거 레드 차이니스 |               | 수잔                       |           |
| 2012 | 리벤지 포 졸리!               |               | 티나                       |           |
| 2012 | Adventures in the Sin Bin     |               | 로렌                       |           |
| 2012 | 세상의 끝까지 21일            |               | 케이티                     |           |
| 2013 | 더 인크레더블 버트 원더스톤   |               | 미란다                     |           |
| 2013 | It's Not You, It's Me         |               | 베이비                     | 단편 영화 |
| 2013 | 엉덩이 요정 마일로!           |               | 세라                       |           |
| 2013 | 빅 애스크                     |               | 에밀리                     |           |
| 2013 | 메이드 인 클리블랜드          |               | 마사                       |           |
| 2013 | Crush                         |               | 시라                       | 단편 영화 |
| 2014 | 라이프 파트너                 |               | 페이지 컨스                |           |
| 2014 | 워크 오즈 셰임                |               | 로즈                       |           |
| 2014 | 더 룩어라이크                 | The Lookalike | 레이시/세이디              |           |
| 2014 | 엘로이즈                      |               | 페이                       |           |
| 2015 | The Queen of Code             | 빈칸          | 다큐멘터리 단편 영화; 감독 |           |
| 2015 | 핫 텁 타임 머신 2             |               | 질                         |           |
| 2015 | 노 웨이 호세                  |               | 페니                       |           |
| 2015 | 비전스                        |               | 세이디                     |           |
| 2016 | 돈 띵크 트와이스              |               | 서맨사                     |           |
| 2016 | 딘                            |               | 니키                       |           |
| 2016 | 브라더 네이처                 |               | 그웬 털리                  |           |
| 2017 | 레몬                          |               | 트레이시                   |           |
| 2018 | 라이프 오브 더 파티           |               | 헬렌                       |           |
| 2018 | 바르셀로나 이비자 DJ          |               | 하퍼                       |           |
| 2018 | 매직 캠프                     |               | 크리스토퍼 다크우드        |           |
| 2021 | 피어 스트리트 파트 1: 1994    |               | C. 버먼 (목소리)           |           |
| 2021 | 피어 스트리트 파트 2: 1978    |               | C. 버먼 / 성인 지기        |           |
| 2021 | 피어 스트리트 파트 3: 1666    |               | C. 버먼                    |           |

### 텔레비전
| 연도           | 제목                                     | 배역                          | 비고                                                |
| -------------- | ---------------------------------------- | ----------------------------- | --------------------------------------------------- |
| 2006           | 다니엘서                                 | 아델 콘그레브                 | 3편                                                 |
| 2007           | 트래블러                                 | 킴벌리                        | 에피소드: "Pilot"                                   |
| 2008           | 프린지                                   | 조앤 오스틀러                 | 에피소드: "The Equation"                            |
| 2009           | 뉴욕 특수수사대                          | 수 스미스                     | 에피소드: "Rock Star"                               |
| 2009           | 로열 페인스                              | 테스 프리몰                   | 에피소드: "There Will Be Food"                      |
| 2009–2015      | 커뮤니티                                 | 브리타 페리                   | 110편                                               |
| 2009           | 굿 와이프                                | 소냐                          | 에피소드: "Pilot"                                   |
| 2010           | 아쿠아 틴 헝거 포스                      | 칼의 아내 (목소리)            | 에피소드: "Larry Miller Hair System"                |
| 2012           | 로봇 치킨                                | 다양한 목소리                 | 에피소드: "Punctured Jugular"                       |
| 2012–2013 2016 | 코미디 뱅! 뱅!                           | 포스트 아포칼립스 여성 / 본인 | 3편                                                 |
| 2013           | 벤처 브로스                              | 마샤 백우드 (목소리)          | 에피소드: "Venture Libre"                           |
| 2013–2014      | 몬스터 vs 외계인                         | 스타아비 (목소리)             | 12편                                                |
| 2014           | The Greatest Event in Television History | 소니                          | 에피소드: "Bosom Buddies"                           |
| 2014           | 아메리칸 대드!                           | 크리스티 (목소리)             | 에피소드: "Introducing the Naughty Stewardesses"    |
| 2014           | 팀 앤 에릭스 베드타임 스토리스           | 젊은 환자                     | 에피소드: "Toes"                                    |
| 2015           | 걸스                                     | 미미로즈 하워드               | 5편                                                 |
| 2015           | 핀과 제이크의 어드벤처 타임              | M.A.R.G.L.E.S. (목소리)       | 에피소드: "You Forgot Your Floaties"                |
| 2015           | 롱 리브 더 로열스                        | 로절린드                      | 4편                                                 |
| 2016           | Great Minds with Dan Harmon              | 에이다 러브레이스             | 에피소드: "Ada Lovelace"                            |
| 2016–2018      | 러브                                     | 미키 돕스                     | 34편                                                |
| 2017           | 닥터 켄                                  | 에린                          | 에피소드: "Ken's New Intern"                        |
| 2017           | Regular Show                             | 블루레이 (목소리)             | 3펀                                                 |
| 2017           | Bajillion Dollar Propertie$              | 제니 테너                     | 에피소드: "Chelsea Leight-Leigh Lately"             |
| 2017           | 저스티스 리그 엉격                       | 록시 로켓 (성우)              | 에피소드: "The Fatal Fare"                          |
| 2017           | 릭 앤 모티                               | 슈퍼노바 (성우)               | 에피소드: "Vindicators 3: The Return of Worldender" |
| 2017           | 해먼드퀘스트                             | 칩                            | 에피소드: "The Quest Continues"                     |

### 웹
| 연도 | 제목                               | 배역               | 비고 |
| ---- | ---------------------------------- | ------------------ | ---- |
| 2011 | 돈 치들 이스 캡틴 플래닛           | 린카               |      |
| 2012 | The Book Club                      | 페넬로피           | 2편  |
| 2013 | Tiny Commando                      | 미치 맥닐          | 8편  |
| 2017 | STRANGER THINGS: A Bad Lip Reading | 낸시 윌러 (목소리) |      |

### 연극
| 연도 | 제목                             | 배역          | 비고                    |
| ---- | -------------------------------- | ------------- | ----------------------- |
| 2006 | cagelove                         | 케이티        | 래틀스틱 극장           |
| 2007 | The Fabulous Life of a Size Zero | 소녀          | DR2 극장                |
| 2007 | A Feminine Ending                | 아만다 블루   | 플레이라잇츠 호라이즌스 |
| 2008 | The Little Flower of East Orange | 네이딘/캐슬린 | 뉴욕 시립 극장          |
| 2018 | Kings                            | 케이트        | 뉴욕 시립 극장          |

## 수상 및 후보
| 연도 | 시상식                       | 부문                   | 출연작   | 결과 |
| ---- | ---------------------------- | ---------------------- | -------- | ---- |
| 2010 | 메소드 페스트상              | 여우주연상             | 노네임스 | 수상 |
| 2010 | 피닉스 영화제상              | Best Ensemble Acting   | 노네임스 | 수상 |
| 2010 | 피닉스 영화제상              | Acting Achievement     | 노네임스 | 수상 |
| 2012 | 크리틱스 초이스 텔레비전상]] | 코미디 부문 여우조연상 | 커뮤니티 | 후보 |
| 2012 | TV 가이드 어워드             | Favorite Ensemble      | 커뮤니티 | 수상 |